# Mangeuses d'hommes
Pour plus de détails, voir Fiche technique et Distribution.
Mangeuses d'hommes est un film français réalisé par Daniel Colas, sorti en 1988.

## Synopsis
L'histoire commence à bord d'un bateau de croisière où plusieurs couples de grands bourgeois et leur petit personnel échouent sur une île déserte. La survie se met en place, les hommes aux commandes. Réduites aux travaux de couture, des champs et de cuisine, les trois uniques femmes, Deborah, Audrey et Elizabeth, profitent des rivalités masculines sanguinolentes pour reprendre la main… et les manger. Chaque nouveau cadavre est prétexte à des libations gustatives, jusqu’au moment où tous les hommes ont été mâchés et digérés. Heureusement, deux nouveaux naufragés, les anthropologues Hubert et Martin, débarquent sur l’île. Martin passé à la casserole, reste le naïf et lunaire Hubert, qui doit désormais, seul, répondre à toutes les exigences des femelles cannibales. Au moment de sa mise à mort, concertée par les trois furies qui ne voient plus son utilité, un biplace atterrit en catastrophe sur l’île, avec à son bord deux Américains. Ils seront assaisonnés le soir-même. Parvenant à s’enfuir, Hubert tente de raconter son histoire lors d’une conférence de presse à Paris, mais personne ne le croit. Quand soudain, surgit un trio de journalistes sophistiquées qui ne sont autres que nos trois mangeuses d’hommes…

## Fiche technique
- Titre français : Mangeuses d'hommes
- Réalisation : Daniel Colas
- Scénario : Daniel Colas
- Pays d'origine :  France
- Date de sortie : 1988

## Distribution
- Daniel Colas : Hubert
- Catriona MacColl : Deborah
- Coralie Seyrig : Audrey
- Roberta Weiss : Elizabeth
- Marc Sinden : Charles
- Daniel Russo : Le pilote américain
- Patrice Martineau
- Yvan Varco